# أوكادو
أوكادو هي شركة بريطانية يقع مقرها الرئيسي في هاتفيلد متخصصة في مجال البقالة عبر الانترنت وهي مدرجة في مؤشر فوتسي 100.